# Cz52
Cz52（Ceska zbrojovka Model 52）は、1952年にチェコスロバキアのチェスカー・ズブロヨフカ国営会社（チェコ兵器廠国営会社、チェコ語：Česká zbrojovka, n.p., ČZ）で開発された軍用自動拳銃である。

## 概要
前作のCz50と同じくワルサーPPの影響を受けたデザインになっており、トカレフの使用弾である7.62x25mmトカレフ弾、もしくは.22リード・エクスプレス弾を使用し、ローラーロッキング機構を利用したショートリコイル方式で作動する。このローラーロックはH&Kのものと違い、MG42機関銃のようなフルロックである。しかしながら、高コストで尚且つ複雑なメカニズムであるため、小型な拳銃に組み込むにはそれ程向かない。
マガジン自体はシングルカラムマガジンで、マガジンキャッチはグリップエンド部に備えられているため、リロードの際は両手での作業を要する。又、これは個人差ではあるのだが、ファイアリングピンの位置が高く、手の大きさによっては支点となるグリップの位置が低くなり、握る箇所がバレルの軸線から離れるためにより大口径弾を使用する他のピストルよりもマズルジャンプが大きくなってしまう傾向にある。しかし、そのマズルジャンプの大きさに加え、7.62x25mmトカレフ弾や.22リード・エクスプレス弾の様な小口径の高速弾を使用する拳銃にありがちな鋭い反動を持ちながらも命中精度は高い方と言える。そして又、工具を必要とせず簡単な通常分解が可能である等、整備性も高い。
1982年にCz82が登場するまでチェコスロバキア軍に制式採用されていた。制式拳銃から外された後は、冷戦終結後の1990年代以降、放出品として民間市場に出回ることとなった。

## 登場作品
『沈黙の鎮魂歌』
ミカエルが使用。
『ヨルムンガンド』
陳国明が銃剣を付けて使用。